# Abarema acreana
Abarema acreana és una espècie arbòria de la família de les lleguminoses (Fabaceae). És una planta bastant misteriosa i pot ser endèmica per Brasil. Mai s'han trobat els fruits de l'arbre i, per tant, no és clar si aquesta planta pertany al gènere Abarema, Hydrochorea, o un altre gènere.